# شهرستان پرکینس (نبراسکا)
شهرستان پرکینس، نبراسکا (به انگلیسی: Perkins County, Nebraska) یک سکونتگاه مسکونی در ایالات متحده آمریکا است که در نبراسکا واقع شده‌است.

## خصوصیات
شهرستان پرکینس ۲٬۲۸۹٫۵۶ کیلومترمربع مساحت دارد.